# 炎症性肠病
是一组特定的肠道慢性疾病的统称，主要包括克隆氏症和溃疡性结肠炎。

## 种类
炎症性肠病主要为克罗恩病和溃疡性结肠炎，屬於自體免疫性疾病，病患的免疫系統攻擊自己的消化系統組織。
克罗恩病和溃疡性结肠炎的主要区别在于炎症发生的位置和炎症本身的不同。克罗恩病可影响到消化系统的任何部分，从口腔至肛门都有可能发生跳跃性病变，多发于回肠末端。而溃疡性结肠炎发病仅限于结肠和直肠部分。
微观上，溃疡性结肠炎发病仅限于黏膜(肠的上皮组织)，而克罗恩病影响到整个肠内壁。
另外，克罗恩病和溃疡性结肠炎在肠道之外也有不同比例的表现，如肝脏的炎症，关节炎，皮肤的异常表现和眼部的炎症。

## 诊断
虽然炎症性肠病有不同的形式，但是它们都有一些共同的症状：腹痛、呕吐、腹泻、血便或體重減輕等一些相关的疾病，如关节炎，坏疽性脓皮病，原发性硬化性胆管炎，口腔复发性溃疡等。通常根据临床表现，结合血液检查、粪便检查、结肠镜和活体组织切片等来诊断。
炎症性肠病与其他类型的肠胃疾病，如急性感染性肠胃炎、抗生素相关性肠炎等症状相似，诊断时需要加以区分。

## 治疗

### 常规治疗
治疗炎症性肠病常用氨基水杨酸制剂，如柳氮磺胺吡啶、美沙拉嗪等。根据不同的严重程度，通常用免疫抑制剂来缓解症状，如强的松、硫唑嘌呤、甲胺蝶呤、6-巯嘌呤等。类固醇的药物也被常用来控制病情的突发，曾被作为维持药剂。近年来，生物疗法也被用来治疗炎症性肠病。对于药物治疗无效或者出现了严重的并发症的患者需要进行手术治疗，如肠切除、狭隘成形术或暂时性或永久性结肠造口术或回肠造口术。另外还有不同形式的替代性医学治疗炎症性肠病，尽管如此这些方法还是集中在控制根本的病理，以避免长期服用类固醇药物产生的副作用以及手术切除。
通常的治疗是用具有高度消炎效果的药物开始，如强的松。一旦成功地控制了炎症，再对病人使用较轻的药物来缓解病情，如美沙拉嗪。如果不成功，则采用前面提到的免疫抑制剂和美沙拉嗪两者结合，可能有效，也可能没有，因人而异。

## 预后
炎症性肠病可造成腹痛、呕吐、腹泻以及其他不适症状，但不太可能造成致命危险。一些致命的并发症如中毒性巨结肠、肠穿孔和手术的造成并发症也同样少见。
溃疡性结肠炎的患者发生结肠癌的几率高于正常人，统计显示：左半结肠炎患者的癌变率是正常人的2.8倍，全结肠炎患者的癌变率是正常人15倍，而幼年起病的全结肠炎患者的癌变率是正常人的162倍，而克罗恩病患者癌变的危险性明显低于溃疡性结肠炎的患者。定期进行结肠镜检查是早期发现癌变的有效方法。
早期的治疗是为了缓解症状，然后病人转用副作用较少的药效轻的药物。有时候早期的症状会急剧复发，有的时候也不会，视情况而定。急剧复发的时间间隔因不同的患者而异，几周至几年，有一些患者甚至从未有过急剧复发。